# 周其慤
周其悫，字恂之，一字啸岩，江蘇嘉定縣（今上海市嘉定区）人。清朝政治人物。

## 生平
自幼力学，道光十三年（1833年）中癸巳科进士。曾任霞浦县知县。道光十六年（1836年）後接替彭衍堂署福建龍巖州知州。不久彭衍堂回任。其为文蕴蓄深厚，书法出入颜、苏。公余，不骚翰墨，画梅、竹别具一格。